# Polen i olympiska vinterspelen 1994
Polen deltog med 28 deltagare vid de olympiska vinterspelen 1994 i Lillehammer. Ingen av landets deltagare erövrade någon medalj.